# On a Pale Horse
"On a pale horse" este un roman fantastic scris de Piers Anthony publicat pentru prima dată în 1983. Este prima dintre cele opt cărți din seria Întrupări ale nemuririi . Cartea se concentrează pe Zane, personajul principal, un fotograf care urmează să se sinucidă, dar în schimb ucide încarnarea fizică a Morții, ulterior trebuind ca el însuși să îi ocupe „biroul”.
Titlul provine din al șaselea capitol din Cartea Apocalipsei, în care unul dintre cei patru călăreți ai Apocalipsei, Moartea, călărește pe un cal alb.
Cartea a dat naștere unei serii de benzi desenate de cinci numere, lansată de Innovation Publishing în perioada 1991-1993, dar compania a dat faliment înainte ca al șaselea număr, și ultimul, să fie publicat. Cartea a stat și la baza unui serial american, „Dead Like Me”, care avea drept premisa existența a mai mulți Grim Reapers care lucrează pe planetă. 

## Rezumatul poveștii.
În anii 1980, Zane trăia o viață patetică, neavând bani și ne fiind angajat. Atunci când un vânzator de nestemate fermecate îl păcălește pe Zane să își dea restul banilor pentru o șansă la dragostea advărată, Zane decide să se sinucidă. În momentul în care acesta începe să apese pe trăgaci, el vede spectrul Morții (Thanatos) apropiindu-se de el. Speriindu-se, acesta îndreaptă arma spre Moarte și îl împușcă între ochi. El este apoi vizitat de o femeie, ce se prezintă drept încarnare Destinului, care insistă ca Zane să-și asume poziția persoanei pe care tocmai a omorât-o, deoarece persoana care a reușit să omoare Moartea trebuie la randul lui sa devină Moartea. Atunci când Zane coboră, găsi în fața clădirii o limuzină albă, a cărei plăcuță de înregistrare denumea mașina drept ”Mortis” ... calul lui (moartea călărește un cal alb) care, poate să se transforme într-o barcă albă, avion sau limuzină albă și de asemenea în emblematicul cal alb. Încarnarea Destinului îl lasă apoi pe Zane în mâinile lui Chronos, încarnarea Timpului, care îl învață pe Zane cum să își folosească „ceasul morții”, cum se schimbă Mortis în diferite forme și cum să își folosească celelalte intrumente ale biroului său, și noile îndatoriri pe care le are. Asta însemnând că el trebuie să trăiască în Purgatoriu și să viziteze Pământul ca să culeagă sufletele oamenilor care sunt în echilibru din punct de vedere al binelui și al răului, ne putând să se determine locația în care acest suflet trebuie să ajungă (Rai sau Iad). În decursul a câtorva zile Zane află că tot ce s-a intâmplat nu a fost întâmplător, dar totul a fost manipulat de un vrajitor puternic (Cedric Kaftan Jr.). Chiar dacă acesta este un simplu muritor, are legături strânse cu restul Încarnărilor din Purgatoriu și îi dezvăluie lui Zane că Încarnarea Destinului a aranjat ca viața lui să decurgă în așa fel ca totul să fie în scopul magicianului. Există o profeție care spune că Luna Kaftan, fiica magicianului, este destinată să intre în politică și să strice planurile lui Satan, Încarnarea Răului. Luna Kaftan este astfel ținta forțelor iadului și are nevoie de protecție supranaturală. Magicianul, care s-a documentat îndeajuns, crede că Zane este cel mai bun candidat pentru Încarnarea Morții și la rândul lui să se îndragostească de Luna astfel creându-i dorința de a o proteja.

## Instrumentele Morții

### Pelerina Morții
Această pelerină oferă o protecție desăvârșită împotriva tuturor elementelor cât și împotriva aproape a oricărei forme de răni fizice. Este de factură magică și îi permite Morții să pară invizibil pentru oricine care se uită la el, adică arată ca un polițist la scena unui accident. Singurele persoane care pot să îl vadă sunt cei pe moarte cât și vitorii „clienți”, cei aproiați persoanei sau cei foarte religioși. Atunci când gluga pelerinei este trasă pe față o mască în forma unui schelet este produsă în locul feței celui căreia o poartă. Moartea, are abilitatea de a provoca o stare generală de deprimare oricui se uită la ea, „privirea Morții”. Acest lucru făcând parte din costumul Morții. 

### Mănușile și Papucii Morții
Mănușiile și Papucii Morții completează costumul. De factură magică, acestea îi conferă Morții puterea de a deschide uși închise și de a merge pe apă, cât timp îl protejează de orice fel de pericol. În plus acestea simulează aparența scheletica tipica pentru încarnarea Morții.

### Ceasul Morții
Moartea cară un cronometru (ceas) greu, bine facut cu mai multe utilități; ceasul este de asemenea conectat la Chronos și are abilitatea de a opri timpul într-o anumită locație. Prima abilitate a ceasului este de a afișa o numărătoare inversă care reprezintă timpul pe care o persoană îl mai are până când sufletul acesteia are nevoie de ajutorul Morții. A doua abilitate este de a afișa timpul pierdut în pauzele laute de   reîncarnarea Morții. Ceasul poate de asemenea să împrumute timp pentru călătoria dintre „clienți”.

### Coasa
Moartea are o coasă magică care conferă celui care o posedă abilitatea de a tăia prin orice fel de material sau substanță, incluzând flăcarile. Coasa ofera de asemenea posibilitatea de a distruge creaturi supranaturale. Este de asemenea folosită să culeagă, într-un mod nedureros, sufletul oamenilor, fiind de asemenea unealta reprezentativă Morții.
1. ↑  
Erickson, Hal. „Allmovie: Dead Like Me”. Allmovie. Accesat în 29 septembrie 2016.